# Parafia św. Jerzego w Kobieli
Parafia św. Jerzego – rzymskokatolicka parafia w miejscowości Kobiela (województwo opolskie). Parafia należy do dekanatu Grodków w diecezji opolskiej.

## Historia parafii
Parafia powstała w 1335 roku. Parafię obsługuje ksiądz diecezjalny. Proboszczem parafii jest ks. Janusz Fajfur

## Liczebność i zasięg parafii
Parafię zamieszkuje 997 mieszkańców, zasięgiem duszpasterskim obejmuje ona miejscowości:
- Kobiela,
- Bogdanów,
- Gierów,
- Rogów,
- Strzegów,
- Wojnowiczki.

## Inne kościoły i kaplice
- Kościół św. Stanisława Biskupa w Bogdanowie - kościół filialny,
- Kaplica w Gierowie.

## Duszpasterze

### Proboszczowie po 1945 roku
- ks. Herbert Burzik,
- ks. Henryk Zapiór Lazarysta-Ksiądz Misjonarz Wincentego a'Paulo (CM),
- ks. Paweł Kuczera CM,
- ks. Józef Papiernik CM,
- ks. Ryszard Kręciproch,
- ks. Ginter Kurowski,
- ks. Konrad Kosytorz,
- ks. Konrad Hermański,
- ks. Piotr Bekierz,
- ks. Janusz Górski,
- ks. Janusz Fajfur.[2]